# Silkeborg IF
Maillots
Le Silkeborg IF est un club de football danois basé à Silkeborg.

## Historique
- 1917 : fondation du club
- 1988 : 1re participation au championnat de 1re division
- 1994 : 1re participation à une Coupe d'Europe (C1, saison 1994/95)

## Bilan sportif

### Palmarès
- Coupe Intertoto
  - Vainqueur : 1996.

- Championnat du Danemark
  - Champion : 1994.

- Coupe du Danemark
  - Vainqueur (2) : 2001 et 2024.
  - Finaliste (2) : 2018 et 2025.

- Supercoupe du Danemark
  - Finaliste (3) : 1994, 1997 et 2001.

- Championnat du Danemark de deuxième division
  - Champion (4) : 1987, 2004, 2014 et 2019.

### Bilan européen
Légende
- Victoire ou qualification pour le tour suivant
- Match nul
- Défaite ou élimination de la compétition

Note : dans les résultats ci-dessous, le score du club est toujours donné en premier
| Saison    | Compétition             | Tour              | Club                        | Domicile | Extérieur | Total     |
| --------- | ----------------------- | ----------------- | --------------------------- | -------- | --------- | --------- |
| 1994-1995 | Ligue des champions     | Tour préliminaire | Dynamo Kiev                 | 0 - 0    | 1 - 3     | 1 - 3     |
| 1995-1996 | Coupe UEFA              | Deuxième tour Q   | Crusaders FC                | 4 - 0    | 2 - 1     | 6 - 1     |
| 1995-1996 | Coupe UEFA              | Premier tour      | Sparta Prague               | 1 - 2    | 1 - 0     | 2 - 2E    |
| 1996      | Coupe Intertoto         | Groupe 4          | Zagłębie Lubin              | 0 - 0    | N/A       | Premier   |
| 1996      | Coupe Intertoto         | Groupe 4          | Sporting Charleroi          | N/A      | 4 - 2     | Premier   |
| 1996      | Coupe Intertoto         | Groupe 4          | Conwy United                | 4 - 0    | N/A       | Premier   |
| 1996      | Coupe Intertoto         | Groupe 4          | SV Ried                     | N/A      | 3 - 0     | Premier   |
| 1996      | Coupe Intertoto         | Demi-finales      | Ouralmach Iekaterinbourg    | 0 - 1    | 2 - 1     | 2E - 2    |
| 1996      | Coupe Intertoto         | Finale            | Segesta Sisak               | 0 - 1    | 2 - 1     | 2E - 2    |
| 1996-1997 | Coupe UEFA              | Premier tour      | Spartak Moscou              | 1 - 2    | 2 - 3     | 3 - 5     |
| 1997      | Coupe Intertoto         | Groupe 2          | Hrvatski Dragovoljac Zagreb | 5 - 0    | N/A       | Troisième |
| 1997      | Coupe Intertoto         | Groupe 2          | Grazer AK                   | N/A      | 0 - 2     | Troisième |
| 1997      | Coupe Intertoto         | Groupe 2          | Ebbw Vale                   | 6 - 1    | N/A       | Troisième |
| 1997      | Coupe Intertoto         | Groupe 2          | SC Bastia                   | N/A      | 0 - 1     | Troisième |
| 1998-1999 | Coupe UEFA              | Deuxième tour Q   | NK Mura                     | 2 - 0    | 0 - 0     | 2 - 0     |
| 1998-1999 | Coupe UEFA              | Premier tour      | AS Rome                     | 0 - 2    | 0 - 1     | 0 - 3     |
| 2000      | Coupe Intertoto         | Premier tour      | Dniepr-Transmach Mahiliow   | 1 - 2    | 1 - 2     | 2 - 4     |
| 2001-2002 | Coupe UEFA              | Premier tour      | Real Saragosse              | 1 - 2    | 0 - 3     | 1 - 5     |
| 2022-2023 | Ligue Europa            | Barrages Q        | HJK Helsinki                | 1 - 1    | 0 - 1     | 1 - 2     |
| 2022-2023 | Ligue Europa Conférence | Groupe B          | West Ham United             | 2 - 3    | 0 - 1     | Troisième |
| 2022-2023 | Ligue Europa Conférence | Groupe B          | FCSB                        | 5 - 0    | 5 - 0     | Troisième |
| 2022-2023 | Ligue Europa Conférence | Groupe B          | RSC Anderlecht              | 0 - 2    | 0 - 1     | Troisième |
| 2024-2025 | Ligue Europa            | Deuxième tour Q   | Molde FK                    | 3 - 2    | 1 - 3     | 4 - 5     |
| 2024-2025 | Ligue Conférence        | Troisième tour Q  | KAA La Gantoise             | 2 - 2    | 2 - 3 ap  | 4 - 5     |
| 2025-2026 | Ligue Conférence        | Deuxième tour Q   | KA Akureyri                 | 1 - 1    | 3 - 2 ap  | 4 - 3     |
| 2025-2026 | Ligue Conférence        | Troisième tour Q  | Jagiellonia Białystok       | 0 - 1    | 2 - 2     | 2 - 3     |